# Graphis macella
Graphis macella är en lavart som beskrevs av Kremp. Graphis macella ingår i släktet Graphis och familjen Graphidaceae.   Inga underarter finns listade i Catalogue of Life.